# Burning in the Skies
«Burning in the Skies»  —en español: «Quemando en los cielos»— es una canción de la banda estadounidense rock Linkin Park. Fue anunciado como el tercer sencillo de la banda de su cuarto álbum de estudio, "A Thousand Suns", el 20 de enero de 2011, y fue lanzado el 21 de marzo.
Un video musical para el sencillo fue dirigido por Joe Hahn, turntablist de Linkin Park. Fue lanzado en los Estados Unidos a la tabla de indicadores de Nielsen BDS adulto contemporáneo en febrero de 2011, aunque fue aclarado por el vocalista Mike Shinoda que es un sencillo solo internacional, por lo tanto, no figura en ninguna lista de Billboard. 
"Burning in the Skies" (junto con otras cinco canciones de "A Thousand Suns") se incluye en el "Linkin Park Track Pack" como contenido descargable para el videojuego rítmico "Guitar Hero: Warriors of Rock". El track pack fue lanzado el 19 de octubre de 2010.

## Video musical
Dirigido por Joe Hahn, el video se estrenó en kerrang.com el 22 de febrero y en su página de Youtube, con la etiqueta de «International Video», el mismo se estrenó en MTV el 21 de marzo de 2011. El vídeo representa las actividades finales de distintos grupos de personas, estos son una familia viendo la televisión, una mujer con anorexia y deprimida en un baño, una chica estudiando, un grupo de «fiesteros», un niño jugando con una máscara, un hombre recordando a su difunta esposa, un hombre que parece estar, pero está escapando de una explosión y una pareja besándose en un coche o automóvil en una montaña con vista a Downtown Los Angeles (de aquí es de donde se ve la explosión), todo esto antes de ser capturados en el radio de un explosión de lo que parece ser una explosión nuclear, aunque no parece eso exactamente, en el centro de Los Ángeles. Todo el vídeo se muestra en cámara lenta. Si uno ve este video, «Waiting for the End» y «The Catalyst» en este orden, podrá ver que parece ser una secuela.

## Actuaciones en directo
La canción hizo su debut en vivo en Melbourne, Australia, el 13 de diciembre de 2010. Durante la «A Thounsand Suns World Tour», la canción ha sido cantada como coro por Mike Shinoda y Chester Bennington a partir del puente de «Bleed It Out» en varios shows de la gira.

## Lista de canciones
Sencillo en CD

| N.º | Título                                                       | Duración |  |
| 1.  | «Burning in the Skies»                                       | 4:13     |  |
| 2.  | «Blackout» (En vivo en el Madison Square Garden, Nueva York) | 4:45     |  |

Descarga digital

| N.º | Título | Duración |  |
| 1.  | «Burning in the Skies»                                                                                       | 4:13     |  |
| 2.  | «Blackout» (En vivo en el Madison Square Garden, Nueva York)                                                 | 4:45     |  |
| 3.  | «When They Come for Me» (En vivo en el Madison Square Garden, Nueva York. Contiene partes de «Empty Spaces») | 5:21     |  |

Sencillo en CD promocional para Reino Unido

| N.º | Título                        | Duración |  |
| 1.  | «Burning in the Skies» (Edit) | 4:01     |  |

## Músicos
- Chester Bennington: voz
- Rob Bourdon: batería, coros
- Brad Delson: guitarra rítmica, coros
- Joe Hahn: disk jockey, sampling, coros
- Mike Shinoda: voz, guitarra, piano, sintetizador
- Dave Farrell: bajo, coros

## Posicionamiento en listas
| Alemania | German Singles Chart       | 43 |
| Austria  | Austrian Singles Chart     | 35 |
| Portugal | Portuguese National Top 50 | 35 |
| Suiza    | Swiss Singles Chart        | 41 |